# Loïc Amisse

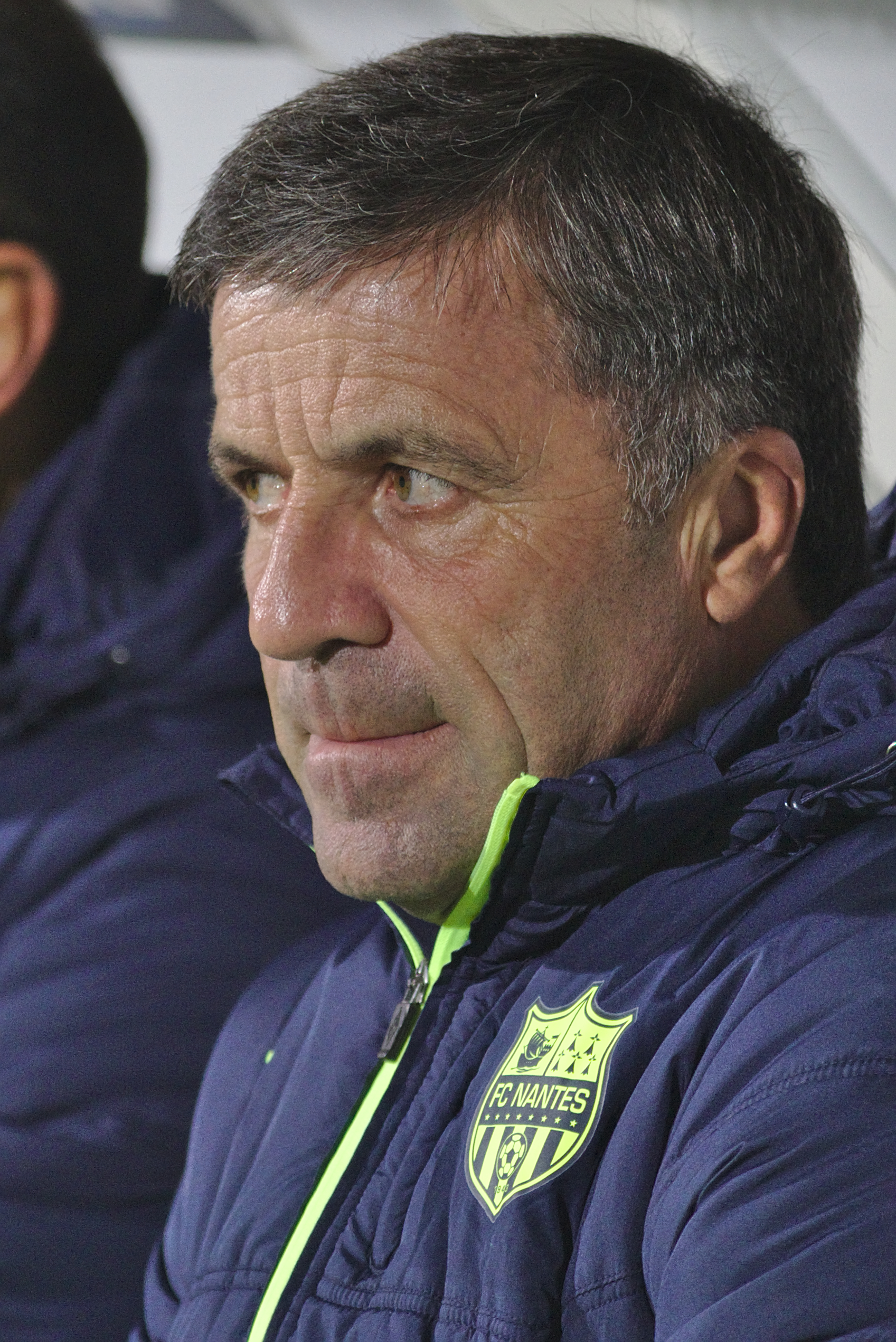
Loïc Amisse (2015)

Loïc Amisse (* 9. August 1954 in Nantes) ist ein ehemaliger französischer Fußballspieler und aktueller -trainer. Von 1973 bis 1990 spielte er für seinen Heimatverein FC Nantes in der französischen Division 1, von 1977 bis 1982 auch in der französischen Fußballnationalmannschaft. Von 2003 bis 2004 trainierte er für den FC Nantes dessen Erstligamannschaft.

## Spielerlaufbahn

### Im Verein
Der 1,66 m kleine Linksfuß spielte nahezu während seiner gesamten Karriere für das sportliche Flaggschiff seiner bretonischen Heimat, den FC Nantes. 1973 erstmals von Trainer Jean Vincent in der Ligamannschaft eingesetzt, entwickelte er sich ab der Saison 1974/75, da er auch von Verletzungen weitgehend verschont blieb, für anderthalb Jahrzehnte zum unbestrittenen Stammspieler auf der Linksaußenposition. Loïc Amisse war schnell, wendig und explosiv, zudem sowohl als Flankengeber als auch als Torschütze sehr effizient. Im 4-3-3-System unter Vincents Nachfolger Jean-Claude Suaudeau entwickelte er bei gegnerischen Angriffen zudem defensive Qualitäten.
Mit den Canaris – als „Kanarienvögel“ werden die Spieler des FC Nantes seit den 1960ern aufgrund ihres gelben Dresses bezeichnet – gewann Amisse drei Meistertitel, erstmals 1977, und wurde dazu sechsmal Vizemeister der Division 1. Er stand des Weiteren in zwei Endspielen um den Landespokal, wobei er das Prinzenparkstadion 1979 als Sieger (4:1 n. V. gegen AJ Auxerre), 1983 aber als Verlierer (2:3 gegen Paris Saint-Germain) verließ, blieb dabei aber jeweils ohne eigenen Treffer. Er nahm 1976 am olympischen Fußballturnier teil und wurde 1977 auch zum A-Nationalspieler. In den Europapokalbewerben brachte er es auf 31 Einsätze und acht Tore. Im Europapokal der Pokalsieger 1979/80 stieß er mit Nantes bis ins Halbfinale vor, wo aber der spätere Cupgewinner FC Valencia nach 2:1 und 0:4 weitergehende Titelträume beendete.
In der Spielzeit 1989/90 brachte Amisse es nur noch auf 14 Einsätze in der Division 1. Daraufhin wechselte er 1990 zum SCO Angers; dieser spielte zwar in der Spitzengruppe der zweiten Liga mit, aber der 4. Platz in Gruppe B reichte nicht zum Aufstieg aus. Im Sommer 1991 beendete der Stürmer seine Spielerlaufbahn.

#### Stationen
- Amicale Laïque des Dervallières (in der Kindheit)
- Football Club de Nantes (ab Ende der 1960er, als Profi 1973–1990)
- Angers Sporting Club de l'Ouest (1990/91, in D2)

### In der Nationalmannschaft
Loïc Amisse spielte bereits in der französischen Amateurnationalmannschaft, mit der er 1976 am olympischen Fußballturnier in Montréal teilnahm und im Viertelfinale dem späteren Goldmedaillengewinner DDR unterlag. Zwischen Februar 1977 und März 1983 wurde er zu 12 Länderspielen in die französische A-Nationalelf berufen; dabei gelangen ihm auch zwei Treffer. Sein erster Auftritt in diesem Kreis erbrachte einen 1:0-Sieg über Deutschland. Obwohl er bis November 1980 zehn Spiele mit den Bleus absolviert hatte – das letzte davon erneut gegen Westdeutschland (1:4 in Hannover) –, berücksichtigte ihn Nationaltrainer Michel Hidalgo nicht für das Aufgebot bei der WM-Endrunde 1978, weil der die Flügelstürmer Six und Rocheteau für stärker hielt. Es dauerte fast zweieinhalb Jahre, bevor Amisse wieder – und das auch nur noch für zwei Spiele – in der Équipe tricolore eingesetzt wurde, so dass er auch zur WM-Endrunde 1982 nicht mitgenommen wurde. Dazu trug auch bei, dass er, anders als im gelben Vereinsdress, im blauen Trikot sein Können nur gelegentlich aufblitzen ließ.

### Palmarès als Spieler
- Französischer Meister: 1977, 1980, 1983 (sowie Vizemeister 1974, 1978, 1979, 1981, 1985, 1986)
- Französischer Pokalsieger: 1979 (und Finalist 1983)
- 12 A-Länderspiele und zwei Treffer für Frankreich
- Insgesamt 31 Spiele und acht Tore in den europäischen Cupwettbewerben;[4] Halbfinalist im Europapokal der Pokalsieger 1979/80
- Alpenpokalgewinner: 1982
- Mit 503 Erstligaspielen und 86 Torerfolgen (alle für den FC Nantes)[5] Rang 15 in der Liste der französischen Rekord-Ligaspieler (Stand: April 2008)

## Als Trainer
Nach seiner letzten Spielerstation in Angers kehrte Amisse zu „seinem“ FC Nantes zurück. In dessen renommiertem Nachwuchszentrum (centre de formation), aus dem er Anfang der 1970er Jahre selbst hervorgegangen war, betreute er im folgenden Jahrzehnt verschiedene Jugendmannschaften des Vereins, anschließend auch das Herren-Reserveteam in der höchsten Amateurklasse, der CFA. Im Sommer 2003 wurde er als Nachfolger von Ángel Marcos Trainer der Erstligamannschaft, mit der er 2004 bis in das Finale des Ligapokals vorstieß. Im Dezember 2004 entließ ihn der Verein – dem er 35 Jahre lang angehört hatte – aufgrund schlechter Ergebnisse sowie auf Druck einiger Spieler vorzeitig und ersetzte ihn durch Serge Le Dizet. Daraufhin arbeitete Amisse als Trainer bei einem Amateurklub in Orvault am Rande von Nantes. Seit Sommer 2010 ist er jedoch wieder bei den Canaris tätig, deren zweite Mannschaft er in der fünften Liga betreut: „Nach Hause zurückzukehren war nicht einfach; aber ich habe nur kurz gezögert. Junge Leute auszubilden und ihnen Werte zu vermitteln, ist eine interessante und wichtige Herausforderung.“
Loïc Amisse ist verheiratet; sein Schwiegersohn, der Profifußballer Hassan Ahamada, spielte fünf Jahre lang (bis 2005) beim FC Nantes.